# Alucita iberica
Alucita iberica är en fjärilsart som beskrevs av Scholz och Eberhard Jäckh 1994. Alucita iberica ingår i släktet Alucita och familjen mångfliksmott, (Alucitidae). Inga underarter finns listade i Catalogue of Life.